# Straßwalchen
Straßwalchen est une commune autrichienne du district de Salzbourg-Umgebung dans l'État de Salzbourg.

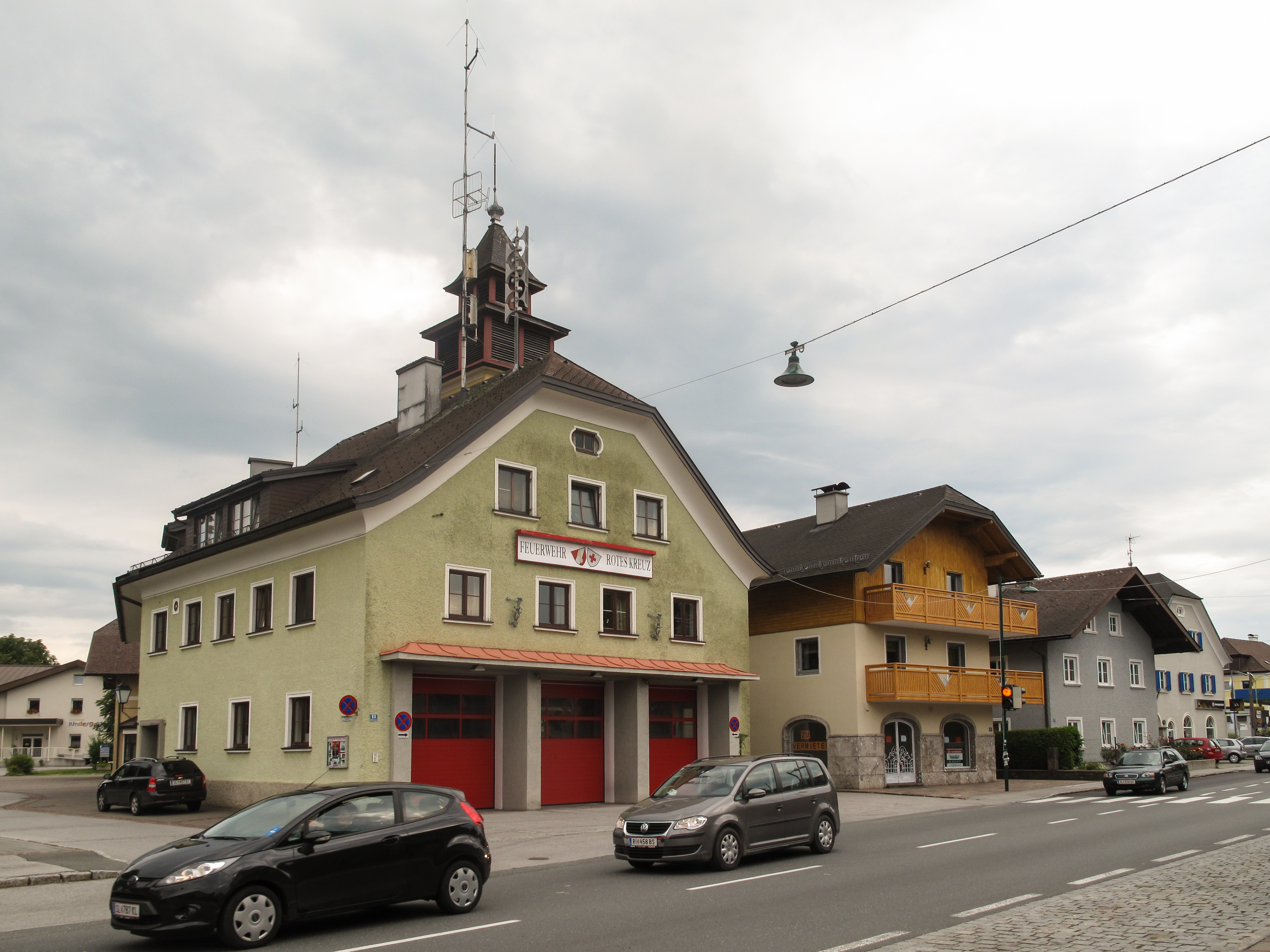
Vue dans la rue à Straßwalchen